# Kraljevci (Hrvatska)
Kraljevci (arciducali) su ime za podanike austrijskog nadvojvode u Istri pod mletačkom vlašću. Protivnici su bili mletački podatnici Benečani.
Imenom kraljevci upisani su u mletačkim vrelima u vrijeme pograničnih mletačko-austrijskih sukoba. Označavalo je dvije skupine. Prva su vojnici i naoružani seljaci Pazinske knežije. Druga skupina su uskoci u Uskočkom ratu.
Iz ovih podjela i dugotrajnih neprijateljstava proizašla je posebna subetnička skupina hrvatske narodnosti Kraljevci (često u obliku Krajevci). Krajevi koje nastanjavaju su Lupoglav, Kašćerga, bivša sjeverna mletačko-austrijska granica. Krajevački se identitet osobito izgradio interakcijom sa susjednim Bazgonima i Bezjacima.